# Omar Morales Márquez
Omar Humberto Morales Márquez (San Antonio, 3 de noviembre de 1966) es un profesor de historia y geografía y político chileno, militante del Partido Radical (PR). Entre 2004 y 2006, durante el gobierno del presidente Ricardo Lagos, fue gobernador de la provincia de San Antonio. Desde diciembre de 2022 se desempeña como director nacional del Servicio de Registro Civil e Identificación de su país, actuando bajo el gobierno de Gabriel Boric.

## Familia y estudios
Nació en la comuna chilena de San Antonio el 3 de noviembre de 1966, hijo de Omar Enrique Morales Codelia y Carmen Margarita Isabel Márquez Budetti. Se tituló como profesor de historia y geografía en la Universidad de Playa Ancha, y luego cursó un magíster en administración educacional con mención en gestión educativa, en esa misma casa de estudios.

## Carrera política
En el ámbito político, es militante del Partido Radical (PR). En marzo de 2000, durante el gobierno del presidente Ricardo Lagos, fue nombrado como secretario regional ministerial (Seremi) del entonces Ministerio de Economía, Fomento y Reconstrucción en la región de Valparaíso, cargo que ocupó hasta diciembre de 2004, pasando a desempeñarse como gobernador de la provincia de San Antonio, función que mantuvo hasta el fin del mandato en marzo de 2006. Además, actuó como jefe del Departamento Provincial de Educación de San Antonio y coordinador de área de la Asociación Chilena de Municipalidades (AChM).
Desde entonces, con ocasión del primer gobierno de la presidenta Michelle Bachelet, fue nombrado como director regional de Valparaíso del Servicio de Registro Civil e Identificación (SRCEI), entidad dependiente del Ministerio de Justicia y Derechos Humanos, dejando el puesto en 2009. Con posteridad, en el marco de la segunda administración de Bachelet, en 2015, fue nuevamente nombrado en esa posición, la cual abandonó el 2 de diciembre de 2022, bajo el gobierno de Gabriel Boric, luego de que fuera nombrado como director nacional del servicio, previo concurso de Alta Dirección Pública (ADP); asumió formalmente quince días después.